# Diego Fuser
Diego Fuser (* 11. November 1968 in Venaria Reale (TO)) ist ein ehemaliger italienischer Fußballspieler.

## Karriere
Aufgewachsen in Turin, spielte sich Fuser in seiner dritten Saison bei Torino Calcio dermaßen in den Vordergrund, dass er vom AC Mailand verpflichtet wurde. Dort blieb er drei Jahre, in der zweiten Saison wurde er zur AC Florenz ausgeliehen. Mit Milan gewann er eine Meisterschaft und einen Weltpokal.
Da sich Fuser bei Milan nicht in die Stammmannschaft spielen konnte, wechselte er 1992 zu Lazio Rom, wo er bereits in seiner ersten Saison zehn Tore erzielen konnte. Er blieb über Jahre hinweg einer der wichtigsten Spieler der Römer, mit denen er 1998 die Coppa Italia gewinnen konnte. Im selben Jahr wurde er von der AC Parma verpflichtet, mit der er in der Saison 1998/99 die Coppa Italia, den UEFA-Pokal und den italienischen Supercup gewann.
Nach drei erfolgreichen Jahren in Parma wechselte er 2001 zum AS Rom, wo er jedoch kaum Spielzeit erhielt, 2003 entschloss sich Fuser daher seine Profikarriere in der Serie B beim FC Turin zu beenden. Danach lief er für verschiedene Amateurvereine auf. Von 2004 bis 2008 war er für die AS Canelli aktiv und stieg mit dem Verein zur Saison 2006/07 in die Serie D auf. Im Sommer 2008 verließ er den Canelli und schloss sich der USD Saviglianese Calcio an. Nach seiner temporären Rückkehr zur AS Canelli wechselte Fuser kurz darauf erneut den Arbeitgeber und beendete 2012 endgültig seine Laufbahn.
Fuser bestritt 25 Spiele für die Italienische Fußballnationalmannschaft, in denen er drei Tore erzielte. Er war Mitglied des Nationalteams bei der Fußball-Europameisterschaft 1996 in England.